# スティーヴン・コーカー
スティーヴン・ロイ・コーカー（Steven Roy Caulker，1991年12月29日 - ）は、イングランド・フェルサム出身のサッカー選手。ウィガン・アスレティック所属。シエラレオネ代表。ポジションはディフェンダー。

## 経歴
2007年からイングランドのトッテナム・ホットスパーFCのユースチームでキャリアをスタートさせ、2009年にトップチームへ昇格した。同年ヨーヴィル・タウンFCにレンタル移籍し、その後、ブリストル・シティFC、スウォンジー・シティAFCにレンタル移籍した。レンタル先ではコンスタントに出場を重ね、2012年にはトッテナムにレンタルバックし契約を延長した。
2013年7月31日、800万ポンドの移籍金でカーディフ・シティFCへ完全移籍。2013-14シーズンにはリーグ戦全38試合に出場しクラブの残留に貢献した。
2014年7月22日、クイーンズ・パーク・レンジャーズFCに4年契約で移籍した。
2015年7月29日、QPRの2部降格に伴ってサウサンプトンFCへ1年間のレンタルで移籍。しかしヴィルヒル・ファン・ダイクとジョゼ・フォンテからポジションを奪えず半年でのレンタル打ち切りとなった。その後2016年1月12日にリヴァプールFCへレンタル移籍したが、3試合の出場に終わった。
2017年12月にQPRとの契約を解除し、2018年2月8日にスコットランドのダンディーFCへ1年半契約で加入した。
2019年1月15日、アランヤスポルに加入した。
2021年6月30日、フェネルバフチェSKに移籍した。

## 代表歴
2010年、U-19イングランド代表としてUEFA U-19欧州選手権に出場した。ロンドンオリンピックにもイギリス代表として全5試合に出場した。
2012年11月14日に行われたスウェーデンとの親善試合でA代表デビューし、代表初得点も挙げた。
2021年12月に国籍をシエラレオネに変更。アフリカネイションズカップ2021のシエラレオネ代表に選出された。

## 人物・エピソード
- 2017年に行われたESPNのインタビューにて、2016年11月に怪我を負って離脱した後にうつ病、アルコール依存症、ギャンブル依存症を発症したことを告白している[8]。

## 個人成績
| クラブ                    | シーズン | リーグ | リーグ | カップ | カップ | リーグカップ | リーグカップ | その他 | その他 | 通算 | 通算 |
| クラブ                    | シーズン | 出場   | 得点   | 出場   | 得点   | 出場         | 得点         | 出場   | 得点   | 出場 | 得点 |
| ------------------------- | -------- | ------ | ------ | ------ | ------ | ------------ | ------------ | ------ | ------ | ---- | ---- |
| トッテナム                | 2009-10  | 0      | 0      | -      | -      | -            | -            | -      | -      | 0    | 0    |
| トッテナム                | 2010-11  | 0      | 0      | 0      | 0      | 1            | 0            | 0      | 0      | 1    | 0    |
| トッテナム                | 2012-13  | 18     | 2      | 2      | 0      | 2            | 0            | 6      | 0      | 28   | 2    |
| トッテナム                | 通算     | 18     | 2      | 2      | 0      | 3            | 0            | 6      | 0      | 29   | 2    |
| ヨーヴィル (loan)         | 2009-10  | 44     | 0      | 1      | 0      | 1            | 0            | -      | -      | 46   | 0    |
| ブリストル・シティ (loan) | 2010-11  | 29     | 2      | 1      | 0      | -            | -            | -      | -      | 30   | 2    |
| スウォンジー (loan)       | 2011-12  | 26     | 0      | -      | -      | 0            | 0            | -      | -      | 26   | 0    |
| カーディフ                | 2013-14  | 38     | 5      | 1      | 0      | 0            | 0            | -      | -      | 39   | 5    |
| QPR                       | 2014-15  | 35     | 1      | 1      | 0      | 0            | 0            | -      | -      | 36   | 1    |
| サウサンプトン (loan)     | 2015-16  | 3      | 0      | 0      | 0      | 2            | 0            | 3      | 0      | 8    | 0    |
| リヴァプール (loan)       | 2015-16  | 3      | 0      | 1      | 0      | -            | -            | -      | -      | 4    | 0    |
| 総通算                    | 総通算   | 196    | 10     | 7      | 0      | 6            | 0            | 9      | 0      | 218  | 10   |

### 試合数
| イングランド代表 | 国際Aマッチ | 国際Aマッチ |
| 年               | 出場        | 得点        |
| ---------------- | ----------- | ----------- |
| 2012             | 1           | 1           |
| 通算             | 1           | 1           |